# Plagioscion microps
Plagioscion microps és una espècie de peix de la família dels esciènids i de l'ordre dels perciformes.